# 15014 Annagekker
A 15014 Annagekker (ideiglenes jelöléssel 1998 RO74) a Naprendszer kisbolygóövében található aszteroida. A LINEAR projekt keretében fedezték fel 1998. szeptember 14-én.